# Езерскас, Чесловас Ионо
Чесловас Езерскас (лит. Česlovas Jezerskas; род. 14 мая 1949, Микалина, Лаздийское районное самоуправление) — советский самбист, чемпион и призёр чемпионатов СССР, победитель Спартакиады народов СССР, чемпион Европы и мира, Заслуженный мастер спорта СССР. Бригадный генерал в запасе.

## Биография
Занимался вольной борьбой и спортивным самбо. В 1968 году окончил Рязанское гвардейское высшее воздушно-десантное командное училище. Во время службы в армии увлёкся боевым самбо. Был назначен начальником центра физподготовки десантных частей.
В 1990 году стал офицером литовской армии. В 1991 году создал мотострелковую бригаду «Железный волк». В 1996 году окончил Военную академию Генерального штаба Вооруженных Сил Российской Федерации в качестве иностранного студента. В 2009 году выдвинул свою кандидатуру на пост президента Литвы, собрал менее 1 % голосов избирателей и занял седьмое место.
Создал Литовский союз боевых искусств, который объединяет около 30 спортивных федераций.

## Спортивные результаты
- Чемпионат СССР по самбо 1971 года — ;
- Чемпионат СССР по самбо 1972 года — ;
- Чемпионат СССР по самбо 1973 года — ;
- Чемпионат СССР по самбо 1974 года — ;
- Борьба самбо на летней Спартакиаде народов СССР 1975 — ;
- Чемпионат СССР по самбо 1977 года — ;